# Pablo Salazar Mendiguchía
Pablo Salazar Mendiguchía (Soyaló, Chiapas; 9 de agosto de 1954) es un político mexicano, fue gobernador del estado de Chiapas. Hijo de maestros rurales. A los 17 años emigra a la ciudad de Puebla para ingresar a la Benemérita Universidad Autónoma de Puebla.

## Carrera política
Inició su carrera en el servicio público como Subprocurador General de justicia del Estado de Chiapas  en 1978, durante el gobierno interino de Salomón González Blanco.
En 1993 fue Vocal Ejecutivo del Instituto Federal Electoral (IFE) en el estado de Chiapas, entidad responsable de organizar las elecciones federales.
Fue Secretario de Gobierno del Estado de Chiapas en el turbulento año de 1994, tan sólo unos días después de haberse firmado la tregua entre le gobierno federal y el EZLN, durante la administración del gobernador Javier López Moreno. 
En el mismo año de 1994, Pablo Salazar Mendiguchía, fue nombrado candidato en las elecciones federales, para el Senado de la República por el Partido Revolucionario Institucional para el periodo del año 1994 al 2000.
Como senador de la República, fue miembro de la Comisión de Concordia y Pacificación formada por integrantes de ambas cámaras del Congreso Federal, logrando junto a otros destacados actores políticos la firma de los primeros - y hasta ahora únicos - acuerdos entre el gobierno federal y el EZLN, también conocidos como los Acuerdos de San Andrés, en materia de derechos y cultura indígena. Como resultado de estos acuerdos , fue redactor al lado de sus compañeros legisladores , de la iniciativa de ley sobre derechos y cultura indígena . Este proyecto fracasó durante su gestión legislativa por un desencuentro entre el grupo armado y el Gobierno Federal.

## Gobernador del Estado de Chiapas (2000 - 2006)
Fue Gobernador del Estado de Chiapas en el periodo 2000 - 2006, habiendo ganado la elección a través de una candidatura que fue respaldada por una alianza de 8 partidos políticos Partido Acción Nacional (PAN), Partido de la Revolución Democrática (PRD), Partido del Trabajo (PT), Partido Verde Ecologista de México (PVEM), Convergencia, Partido de la Sociedad Nacionalista (PSN), Partido de Centro Democrático (PCD) y Partido Alianza Social (PAS) y organizaciones sociales. 
Es el primer gobierno de alternancia en la historia de Chiapas, después de más de 70 años de administraciones de un solo partido. 
Como mandatario, decidió no afiliarse a ningún partido político. Esto hizo que su administración se caracterizara por la contribución a favor de la paz y la gobernabilidad. Logró múltiples acuerdos de reconciliación en una sociedad que se encontraba profundamente dividida por conflictos sociales, políticos y religiosos. 
Durante su gobierno, fue miembro Fundador de la Conferencia Nacional de Gobernadores (CONAGO).
Al inicio de su gobierno, Chiapas se situaba en los últimos lugares del país; al concluir su administración, se destacaron los siguientes resultados económicos y sociales:
1. Dejó al estado sin deuda pública directa al saldar al 100% los adeudos que el estado había arrastrado por décadas. Después de estar en el lugar 21 de endeudamiento público en 2006, Chiapas pasó el siguiente año al segundo lugar nacional.[3]
2. Creó el programa de microfinanzas “Una semilla para crecer” dedicado exclusivamente a fortalecer los ingresos de una red estatal de más de trescientas mil mujeres;[4]
3. La construcción del Puerto Chiapas. Importante puerto de gran calado y terminal de cruceros, que hoy representa un atractivo destino turístico en el océano Pacífico.;[5]
4. La construcción del Aeropuerto Internacional de Tuxtla, conocido con el nombre oficial de Aeropuerto Internacional Ángel Albino Corzo.;[6]
5. La construcción del Puente Chiapas, obra impulsada por el Gobierno del Estado y Federal, sobre la presa de Malpaso, con una longitud de casi 2 kilómetros.;[7]
6. La puesta en marcha de las autopistas Tuxtla Gutiérrez - Las Choapas; Tuxtla Gutiérrez - San Cristóbal de las Casas; así como el primer tramo de la autopista Ocozocuautla - Arriaga;;[8]
7. Se pavimentaron los accesos a las dieciséis cabeceras municipales que, en pleno siglo XXI, aún carecían de ellos. Se hizo la pavimentación de mil 670 kilómetros de carretera, más del doble de lo que se propuso en el Plan de Gobierno 2000 - 2006;
8. Se construyó, equipó y dejó en operación la infraestructura de Salud más trascendente en la historia de Chiapas: 3 hospitales de alta especialidad con tecnología de punta y 11 nuevas unidades hospitalarias igualando lo hecho por la Secretaría de Salud en 25 años. En el año 2000, Chiapas ocupaba el último lugar en inversión en salud; el esfuerzo significativo de seis años, permitió reubicarlo en el lugar 16, en 2006;;[9]
9. Durante su administración, se desarrolló y consolidó la red de centros ecoturísticos más importante en la selva y la costa de Chiapas, entre los que destacan: Centro Ecoturístico Las Nubes, Las Guacamayas y El Chiflón. Dichos sitios, hoy, son grandes atractivos turísticos de la entidad, base de la economía de las comunidades propietarias de estos centros y ejemplos de turismo social;;[4]
10. El gobierno de Pablo Salazar fue el primero en desterrar la vieja práctica de la venta de plazas educativas. Transparentó tanto la asignación de nuevas plazas a docentes, como los ascensos a subdirectores, directores y supervisores educativos. Instauró procesos basados en exámenes de oposición.;[10] Entre los impactos de esa decisión política se cuentan mejorías sustanciales en los indicadores: reprobación educativa que tuvo un descenso del 11.1 al 7.6 %; y en deserción escolar se escalaron 12 puestos: Chiapas dejó el lugar 32, el último, para ocupar el lugar número 20;
11. En infraestructura educativa de nivel medio, se crearon 105 preparatorias, cifra superior a las que se habían creado en 40 años. A todas las dotó de presupuesto;
12. Fue el primer gobierno estatal en construir un albergue para niños migrantes en la frontera sur;
13. De acuerdo con el censo de población del año 2000, 300 mil viviendas en Chiapas tenían piso de tierra; en 6 años, su gobierno logró abatir casi el 70 % del rezago, con 200 mil 323 acciones realizadas de piso de cemento;
14. En 6 años, la cobertura de la población con acceso a los servicios de agua potable pasó del 73.5% al 88.2%. En el período 1996-2000 se hicieron 78 obras de agua potable; en el 2000-2006:  mil 165 obras.;
15. En el año 2000, de acuerdo con el INEGI, el porcentaje de viviendas con energía eléctrica en Chiapas era de 88.4%. Al concluir su gobierno alcanzó el 95% de cobertura, tan solo 1.6% abajo de la media nacional. Destaca la electrificación al 100% de las comunidades de la selva lacandona.;[11]
16. Se creó e inauguró la biblioteca pública virtual, única en su modelo en México y América Latina, donde también se implementó el ingreso gratuito a través de internet en el estado de Chiapas.[12]
17. Se construyó con la experiencia y asesoría de la Universidad Nacional de México (UNAM), el Museo de Ciencia y Tecnología de Chiapas (MUCH). El lugar donde se construyó, fue anteriormente el Penal "Cerro Hueco". Hoy en día es un espacio de educación, ciencia y tecnología.[13]
18. Se implementó el Gobierno Exprés, con el objetivo de ofrecer y acercar servicios automatizados a la ciudadanía.[14]
19. Con la asesoría del colegio de la Frontera Sur (ECOSUR), se creó el parque Los Humedales en San Cristóbal de las Casas Chiapas: espacio recreativo natural para preservar el ecosistema del lugar y ejemplo de buena práctica de gobierno;[15]
20. Se impulsó un amplio programa de vialidades urbanas, entre los que destacan: el Par Vial en Tapachula Chiapas y puentes a desnivel en Tuxtla Gtz;[16]

Los logros anteriores se tradujeron en reconocimientos nacionales e internacionales para el gobierno encabezado por Pablo Salazar Mendiguchía, entre los que destacan: 
1. Primer lugar nacional en transparencia;
2. Primer lugar nacional en el Índice de Transparencia de la Información Fiscal;
3. Primer lugar nacional en Cuenta Pública;
4. Primer lugar nacional en contabilidad gubernamental;
5. Primer lugar nacional en gobierno electrónico;
6. Ganador durante tres años consecutivos, del “Premio Nacional Innova” por la utilización de herramientas informáticas de primer nivel.
7. Su programa “Gobierno Express”, para proporcionar servicios automatizados a la ciudadanía, sin burocracia,  fue premiado en Viena, Austria por la prestigiada organización “World Summit Award”, como un modelo de buen gobierno.
8. Primer lugar nacional en indicadores de seguridad pública;
9. Primer lugar nacional en mejoramiento de vivienda;
10. Primera entidad federativa en crear un fondo de inversión en la Bolsa Mexicana de Valores;
11. Primera administración que, en Chiapas, logró incrementar hasta en 3 veces los ingresos propios del estado;
12. Fue la única entidad que certificó con el ISO 9001:2000 su proceso completo de recaudación hacendaria;
13. Primer caso en la historia en que la Unión Europea suscribió un convenio de cooperación con una entidad federativa: Chiapas. Antes la UE sólo acordaba con gobiernos nacionales;

## Preso por enriquecimiento y homicidio
En el 2011, fue detenido acusado por los presuntos delitos de peculado por 104 millones de pesos, ejercicio indebido del servicio público, abuso de funciones públicas, abuso de autoridad y asociación delictuosa. A principios del 2012 un juez le dictó auto de formal prisión. En noviembre del 2012, el Poder Judicial de la Federación otorgó la libertad por falta de elementos de 11 cargos; además, la Procuraduría General de Justicia del estado desistió de los cargos, con lo que el exjefe del Ejecutivo recuperó los bienes que le habían sido incautados.